# Bahnhof (Wiesenburg/Mark)

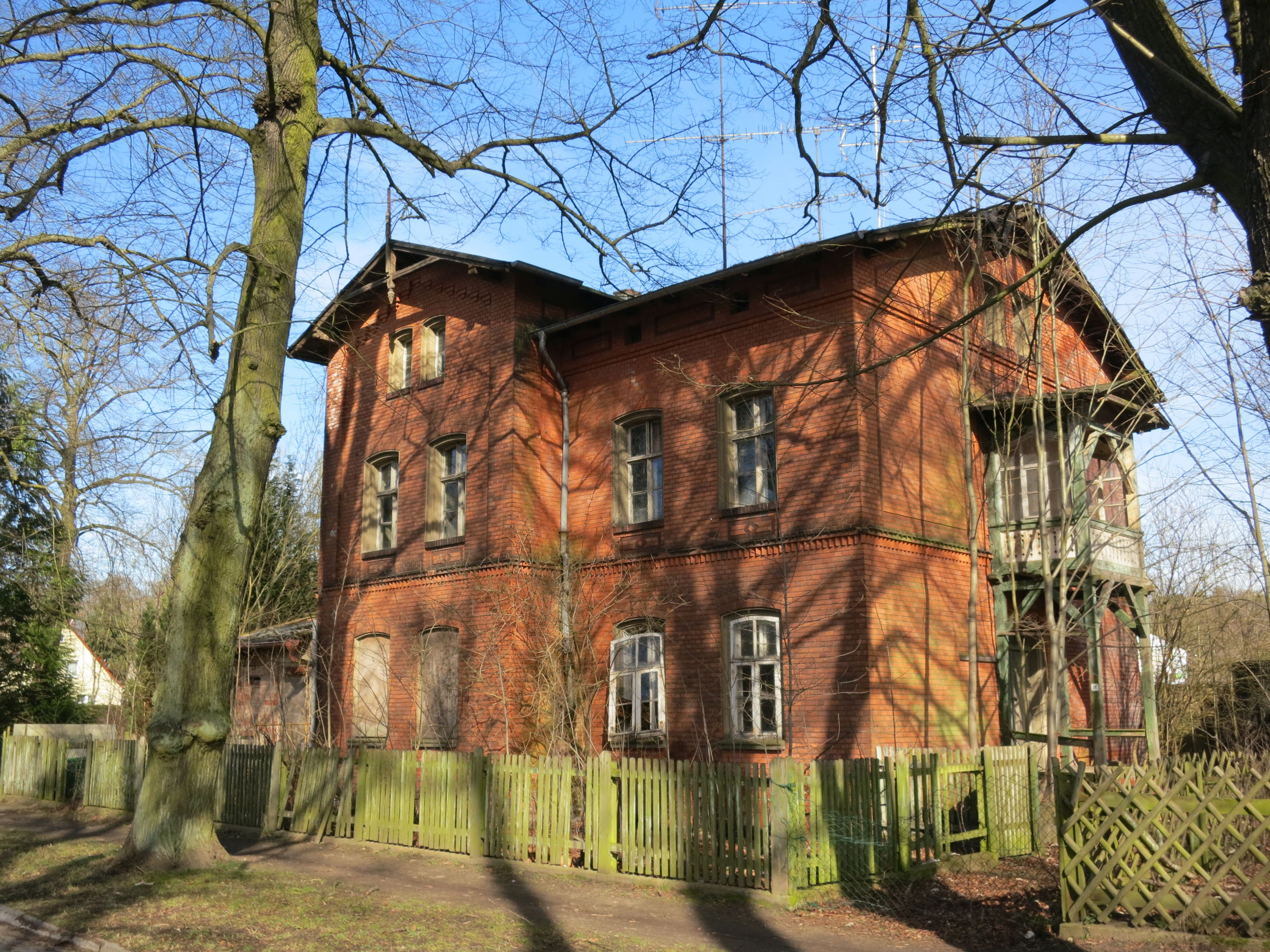
Denkmalgeschütztes Eisenbahnerwohnhaus

Bahnhof ist ein bewohnter Gemeindeteil der Gemeinde Wiesenburg/Mark im Landkreis Potsdam-Mittelmark in Brandenburg.

## Geografische Lage
Die Siedlung liegt südwestlich des Gemeindezentrums und dort unmittelbar am Bahnhof der Bahnstrecke Berlin–Blankenheim in einem Waldgebiet. Westlich befindet sich der Wohnplatz Tränkeberg. Die Bundesstraße 107 führt von Norden kommend in südlicher Richtung durch den Gemeindeteil. Östlich der Siedlung liegt das Schloss Wiesenburg mit seinem Landschaftspark Wiesenburg, der durch den Wiesenburger Parkgraben und den Wiesenburger Bahnhofsgraben entwässert wird.

## Geschichte
Nach dem Deutsch-Französischen Krieg 1870/1871 entstand die als Kanonenbahn bezeichnete Verbindung von Berlin nach Metz. Eine Teilstrecke davon führte von Berlin nach Blankenheim in Sachsen-Anhalt über Wiesenburg. Der Gutsbesitzer Curt von Watzdorf setzte bei der Planung durch, dass die Strecke nicht wie geplant durch den Schlosspark führte, sondern südlich daran vorbei. Der Bahnhof Wiesenburg wurde 1879 in Betrieb genommen; der Wohnplatz erstmals 1888 urkundlich erwähnt. Um ihn herum entstanden bis 1895 zunächst zwei Wohngebäude, in denen 17 Personen lebten. Bis 1905 stieg die Anzahl auf 20 Personen, 1925 waren es 40. Die Einwohner waren bis 1911 in Wiesenburg eingekircht und kamen im genannten Jahr nach Jeserig/Fläming.